# 鼻中隔

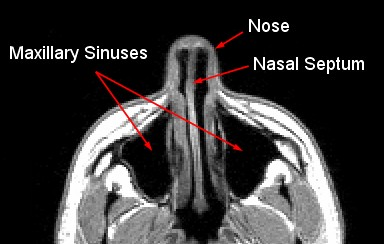
MRI

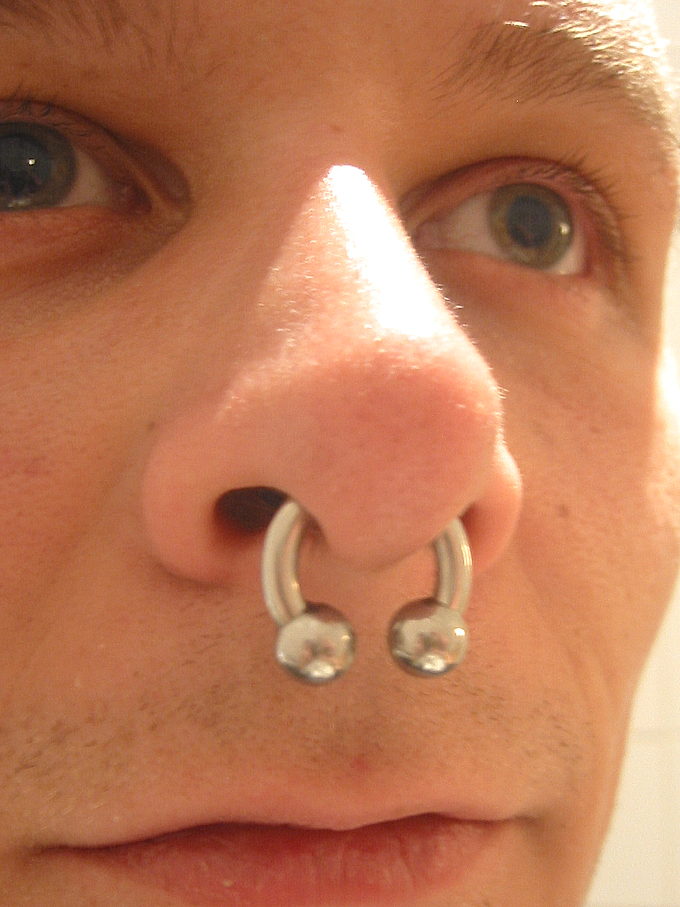
鼻中隔に鼻ピアスを付けた男性

鼻中隔（びちゅうかく、英語: nasal septum、ラテン語: septum nasi）とは、鼻腔の内部を左右に仕切る壁である。粘膜で覆われ、鼻中隔軟骨、鋤骨、篩骨垂直板によって形成される。鼻孔から咽喉の奥まで伸びている。成人後も成長すると言われている。

## 鼻中隔の疾患

### 鼻中隔穿孔
鼻中隔に穴（穿孔）があく症状である。原因は、鼻中隔彎曲症の矯正手術、鼻ほじりによる外傷、多発血管炎性肉芽腫症、六価クロムの紛塵の吸入など。